# Закликув (гмина)
Закли́кув (пол. Zaklików) — сельская гмина (волость) в Польше, входит как административная единица в Сталёвовольский повет, Подкарпатское воеводство. Население — 8 642 человека (на 2004 год).

## Демография
| Перепись                       | Всего   | Всего | Женщины | Женщины | Мужчины | Мужчины |
| ------------------------------ | ------- | ----- | ------- | ------- | ------- | ------- |
| Единицы                        | человек | %     | человек | %       | человек | %       |
| Население                      | 8 642   | 100   | 4 422   | 51,2    | 4 220   | 48,8    |
| Плотность населения (чел./км²) | 42,8    | 42,8  | 21,9    | 21,9    | 20,9    | 20,9    |

## Соседние гмины
1. Гмина Госцерадув
2. Гмина Поток-Вельки
3. Гмина Пышница
4. Гмина Радомысль-над-Санем
5. Гмина Тшидник-Дужы